# Сейшели
Република Сейшели е островна държава, разположена на 155 острова в Индийския океан, отстояща на около 1500 km източно от африканския остров Мадагаскар. Относително близо до Сейшелските острови са и островите: Мавриций и Реюнион – на юг, Мейота и Коморските острови – на югозапад и Сувадивската група на Малдивските острови – на североизток.
Наречени са на името на Жан Моро дьо Сешел, финансов министър при управлението на Луи XV.
Сейшели имат най-малкото население от суверенните страни в Африка. Столица и най-голям град на Сейшелите е Виктория.

## История
Възможно е посещения на архипелага, от страна на австронезийски (говорещи австронезийски езици) мореплаватели и арабски търговци, да са били осъществени преди времето на първото документирано плаване във водите му – това на португалски флот през 1502 г., начело с адмирал Вашко да Гама, който минава през Амирантската група острови и ги кръщава на себе си (острови на Адмирала).
Първото документирано слизане на суша на Сейшелите, и първите писмени свидетелства, в този смисъл, са направени от екипажа на английския кораб „Асенсион“ през 1609 г.
След това близо 150 години островите остават незаселени, докато през 1742 г. французи не започват изследвания на островите. Стават транзитна точка на търговията между Азия и Африка, както и спирка за почивка на пирати. Присъединени към Франция през 1756 г., под командването на капитан Никола Морфе.
Великобритания оспорва френския контрол върху Сейшелите между 1794 и 1811 г., но въпреки че по това време двете страни са във война, френският администратор на островите Жан-Батист Куйо де Кинсе отказва да воюва с пристигналите британски бойни кораби, и спазарява капитулация на колонията срещу зачитане на позиция на неутралитет за заселниците ѝ. След превземането на Мавриций през 1812 г. Великобритания поема пълен контрол върху островите. Това е официализирано през 1814 г. с Парижкия договор.
Сейшелите стават британска колония, отделна от Мавриций, през 1903 г.
През 1976 г. придобиват независимост, като република-член на Британската общност. Първият избран президент е Джеймс Манчъм. През 1977 г. той е свален чрез преврат, който поставя на негово място Франс Алберт Рене, който е бил министър председател.
През 1979 г. е приета конституция, която обявява държавата за социалистическа и еднопартийна, и е запазена до 1991 г. – тогава е създадена нова конституция, която през 1992 г. не успява да получи нужната подкрепа на гласовете на 60% от избирателите, но корегирана нейна версия е одобрена през 1993 г. Впоследствие Рене е избран за президент по демократичен път.
През 2004 г. той отстъпва властта на вицепрезидента си Джеймс Мичел, който е преизбран през 2006, 2011 и 2016 г.

## Политика
Политиката е важна и често обсъждана тема в страната. След 1992 г. страната преминава към многопартийна система.
Президентът е както държавен глава, така и глава на правителството. Избира се с всеобщо гласуване и има 5-годишен мандат. Министерският съвет се назначава и председателства от него, но подлежи на одобрение от мнозинството в парламента.
Парламентът (Народното събрание) е еднокамерен и се състои от 35 депутати. 25 от тях се избират пряко чрез общо гласуване, а 9 се разпределят пропорционално на гласовете, получени от партиите. Мандатът на депутатите е 5-години.
Главните партии са Народният прогресивен фронт на Сейшелите и Сейшелската национална партия. Преобладаващите идеологии са социалистическата и либерално-демократичната.
Сейшелите членуват в Индоокеанската група, SADEC и Британската общност.

## Административно деление
Сейшелските острови са разделени на 25 административни окръга:
- Анс а Пинс
- Анс Балео
- Анс Етол
- Анс Луи
- Анс Роял
- Бе Лазар
- Бе Сан Ан
- Бе Валон
- Бел Ейр
- Бел Омбре
- Каскад
- Глакис
- Гранд Анс (Махе)
- Гранд Анс (Праслин)
- Диг
- Ла Рюер Анхлис
- Мон Бакстан
- Мон Фльор
- Плазанс
- Понт Ла Рю
- Порт Глауд
- Рош Кайман
- Сен Луи
- Такамака

## География
Държавата е разположена на острови в Индийския океан с обща дължина на бреговата линия 620 km. Островите се простират върху подводно възвишение и са изградени от гранити и сиенити, а малките острови са частично коралови.
Най-високата точка е връх Морне (906 m), разположен на остров Махе. 
Броят на островите често бива посочван като 115, но по конституция е 155. Само 33 от островите са обитаеми. По конституция, островите се делят на следните групи:

### Гранитни острови
Известни са още като „вътрешни острови“. Общо 42 на брой, те биват смятани за „сърцето“ на Сейшелите. По ред на размерите са: Махе (155 km²), Праслин, Диг, Курюз, Фелисите, Фрегат, Сен Ан, Норт, Серф, Мариан, Гран Сьор, Терез, Арид, Консепсион, Пти Сьор, Кусин, Кусини, Лонг, Ресиф, Раунд (Праслин), Аноним, Мамеле, Мойен, Льо Ваше Марин, Л'Ислет, Бекон (ле Сеш), Каше, Кокос, Раунд (Махе), Лот Фрегат, Буби, Шоув Сори (Махе), Шоув Сори (Праслин), Ла Фуш, Ходул, Лот, Рат, Сорис, Сен Пиер (Праслин), Заве, Харисън Рокс (Гран Роше).

### Северни коралови острови
На север от гранитните острови има два коралови пясъчни наносни острова – Денис и Бърд.

### Южни коралови острови
На юг от гранитните острови има два коралови острова: Кьотив и Плат.

### Амиранти
Група от 29 коралови острова, разположена на запад от гранитните острови с обща площ 83 km²: Дероше, атол Поивр (състои се от три острова – Поивр, Флорентин и Сюд Айлънд), Алфонс, Дарос, атол Сен Жозеф (състои се от 14 острова – Сен Жозеф льо Фуке, Ресор, Пти Каркасе, Гран Каркасе, Бенжамин, Банкс Ферари, Чиен, Пеликан, Варс, Ле Пол, Банк де Сабле, Банк о Кокос и льо Пуле), Мари-Луиз, Денюф, Африкан Банкс (състои се от два острова – Африкан Банкс и Сюд Айлънд), Ремир, Сен Франсоа, Будьоз, Етоле, Бижутие.

### Острови Фаркуар
Група от 13 коралови острова, разположена на юг-югозапад от о-вите Амиранти: атол Фаркуар (състои се от 10 острова – Банк де Сабле, Депосе, льо Гьолете, Лапин, ле ду Милю, Норд Манаха, Сюд Манаха, Мидъл Манаха, Норд Айлънд и Сюд Айлънд), атол Провиденс (състои се от два острова – Провиденс и Банкс Провиденс), и Сен Пиер.

### Острови Алдабра
Група от 67 високи коралови острова, разположени на запад от Фаркуар: атол Алдабра (състои се от 46 острова – Гран Тер, Пикар, Полимни, Малабар, ле Мишел, ле Еспри, льо Мустик, ло Парк, ло Емили, ло Янг, ло Магнан, ло Лание, Шампиньон де Ос, Ефрат, Гран Ментор, Гран Ло, Грос ло Жоне, Грос ло Сезам, Херон Рок, Хайд Айлънд, льо Агрет, льо Седри, ле Шаланд, ле Фангам, ле Херон, ле Мишел, ле Скуако, ле Силвестр, ле Верт, ло Деде, ло Дьо Суд, ло ду Милю, ло ду Норд, ло Дюбоа, ло Макуа, ло Маркуа, ло Никоа, ло Салад, Мидъл Роу Айлънд, Ноди Рок, Норд Роу Айлънд, Пти Ментор, Пти Ментор Ендан, Пти Лотс, Пинк Рок и Табле Ронд), Асумпсион, Астол и атол Космоледо (състои се от 19 острова – Менай, ле ду Норд (Уест Норд), ле Норд-Ест (Ийст Норд), ле ду Троа, Гьолет, Гран Полит, Пти Полит, Гран Ле (Уизърд), ле ду Суд-Уест (Сюд), льо Мустик, ле Бален, льо Шав-Сури, льо Макаке, льо Рат, ле ду Норд-Уест, ле Обсервасион, ле Суд-Ест и ле ла Кроа).

## Флора и фауна
Във вътрешните райони са се съхранили вечнозелени тропични гори с голямо количество ендемити, в т.ч. перестата сейшелска палма. Островите се обитават от ендемични земноводни, гигантски слонски костенурки, птици (на остров Кусин се намира единственият птичи резерват в Индийския океан).
Подобно на много други крехки островни екосистеми, тази на Сейшелите е пострадала значително през ранните етапи на заселването на хората. Напълно са изчезнали сейшелският папагал, соленоводните крокодили, повечето гигантски костенурки от гранитните острови, изсечени са повечето крайбрежни и равнинни гори. Вредите обаче са по-малки от тези на други острови, например Мавриций или Хаваите, отчасти тъй като Сейшелите са обитавани от хора от 70-те години на 18 век. В днешно време Сейшелите са един от примерите за успешна защита на флората и фауната.
На гранитните острови се намират около 75 ендемични вида растения, на групата Алдабра – още около 25. Добре известна е Коко де мер – вид палма, който расте само на островите Праслин и Курюз. Наричан понякога „орех на любовта“ заради формата си, орехът на тази палма е най-голямото семе в растителния свят (достига 25 кг). Медузеното дърво е било смятано за изчезнало, но през 1970-те е било открито на няколко места на остров Махе. Днес то расте само там; всички опити да бъде разсадено са били неуспешни. Друг уникален растителен вид е гарденията на Райтс, която расте единствено в резервата на остров Арид.
Гигантските костенурки от Алдабра вече населяват много от островите. Популацията на Алдабра е най-голямата в света. На някои места те дори биват отглеждани изкуствено.
Сейшелите са дом на някои от най-големите колонии от морски птици на света. Острови като Бърд, Арид, Кусин, Алдабра и Космоледо са подслон на много видове морски птици. Остров Арид има повече видове и брой морски птици от всички други гранитни острови, взети заедно. За някои от видовете това са най-големите им колонии на света.
Морският живот около островите, особено около по-отдалечените коралови острови, е много красив. Регистрирани са повече от 1000 вида риби. Откакто риболовът чрез харпуни и динамит e забранен през 1960-теq чрез усилията на местните еколози, морската фауна не се бои от гмуркачите и водолазите. Обезцветяването на коралите засегна през 1998 г. повечето рифове, но някои вече се възстановяват (напр. о-в Силует). Рифовете включват огромно богатство от твърди и меки корали. 
Ловът на морски костенурки е забранен през 1994 г., и популациите им успешно се възстановяват на няколко защитени острова – Кусин, Арид, Силует и Алдабра. На незащитените острови броят им продължава да намалява. Използването на дънни мрежи за лов на акули също е забранено.

## Климат
Климатът е субекваториален, морски. Средните месечни температури са 26 – 28°С, а годишната сума на валежите е до 4000 mm, с максимум през лятото. 
Най-дъждовните месеци са декември и януари, а най-сухите са юни и юли. Стават и силни урагани, но не така често както на островите Реюнион и Мавриций

## Икономика
Основният поминък на местното население са отглеждане на кокосови палми, тютюн, подправки, ефироносни растения, животновъдство, риболов. Процъфтява туризмът - годишно островите се посещават от около 130 000 туристи.

### Развитие
От постигането на независимост през 1976 г. насам, брутният национален продукт на глава от населението е нараснал поне седемкратно над началното ниво. Растежът се води от туристическия отрасъл, където е заета около 30% от работната ръка, и дава около 70% от постъпленията в твърда валута. От решаващо значение е и уловът на риба-тон.
Правителството окуражава чуждестранните инвестиции в подобряването на хотелите и други услуги, предизвиквайки подем в областта на недвижимото имущество и в създаване на нови курорти (обикновено от категория 5 звезди). Има хотели на веригите Хилтън, Фор Сизънс и Баниан Трий. Многомилионни проекти предприемат Емират Еърлайнс, Катар Еърлайнс, Рафълс, Шангри-Ла и др. Други частни проекти като например ле Аурор, Пер Аквам, Еден Айлънд и др., се оценяват на над 2 милиарда.
Уязвимостта на туризма е илюстрирана от рязкото спадане през 1991 – 1992 г., главно поради твърде надценения обменен курс на сейшелската рупия и заради войната в Персийския залив, и после след атаките на 11 септември 2001 г. срещу САЩ. Същевременно правителството предприема мерки за намаляване на зависимостта от туризма чрез стимулиране на фермерството, риболова, леката промишленост. Развива и офшорния сектор.
Други проблеми пред правителството са ограничаването на бюджетния дефицит, сдържането на растежа на социалните разходи, и по-нататъшната приватизация на държавните предприятия и обществените услуги. Държавата има или е имала значително участие в икономиката чрез компании в областта на разпределението на петролни продукти, застраховането, банковото дело, вноса на продукти от първа необходимост, телекомуникациите (4 компании за телекомуникации и предоставяне на интернет достъп), и много други сфери.
В началото на 21. век Сейшелската петролна компания (SEPEC) започва създаването на първата си флота от модерни двойностенни петролни танкери (5 броя), която е завършена в началото на 2008 г., и обмисля създаване на още, с оглед по-нататъшната диверсификация на икономиката.
Икономическият растеж през 2000 – 2001 г. се забавя поради отслабването на туристическия и риболовния сектор. Строгият контрол върху валутния обмен и недостигът на твърда валута също влошават краткосрочните икономически перспективи. Стойността на сейшелската рупия на черния пазар варира между две трети и половината от официалната ѝ стойност. Следващите няколко години също не са добри, главно поради световната икономическа рецесия и страха от летене след атентатите от 11 септември 2001 г. Към 2006-2007 г. отново значително се подобрява и дори са отбелязани рекорди. Подобрените въздушни комуникации с архипелага, вследствие на навлизането на Емиратските и Катарските авиолинии, също дават своя принос, както и новите 5-звездни курорти и девалвацията на сейшелската рупия.

### Икономическо състояние
Както според официалните валутни курсове, така и изчислено като реална покупателна способност, Сейшелите са втората по богатство африканска територия (брутен национален продукт на глава от населението – USD 8551, РПС – 13 887 за 2005 г.) след Реюнион. Тъй като Реюнион е френска територия и използва като валута еврото, Сейшелите могат да бъдат смятани за най-богатата независима държава в Африка и в Индийския океан. Поради свиването на икономиката (с около 2% през 2004 и 2005 г., и с 1,4% през 2006 г., по данни на МВФ) доходите спадат, но тази тенденция е прекъсната от растежа с 5,3% през 2007 г. поради рекордния брой туристи и бума в строителния и офшорния отрасъл.
Същевременно, според Световната банка, Сейшелите са най-задлъжнялата на глава от населението страна в света – общият държавен дълг е около 122,8% от брутния национален продукт. Около две трети от дълга е вътрешен. Външният се изчислява от МВФ към 2007 г. на около 35,5%. Страната е в неплатежоспособност пред повечето си международни кредитори, и е трябвало да преговаря за отлагане на плащанията си, за да може да продължи да тегли заеми. Този голям дълг е пряко следствие от надценената валута – по същество страната харчи повече, отколкото получава, и финансира стандарта си чрез заеми.

### Потенциални залежи на нефт и газ
Нови подробни проучвания сочат, че Сейшелите е възможно да имат големи шелфови залежи на нефт, които още не са открити. Чрез сондажи е доказано наличието на:
1. Потенциално богати на петрол скали, съдържащи кероген тип II, в делтови утайки от средния юрски период, и шелфови утайки от горния юрски
2. Смесени скали, съдържащи кероген тип II / III, в делтови морски утайки от долната креда, които корелират със сомалийските нефтоносни глинести утайки.
3. Потенциални източници на природен газ, които съдържат кероген тип I, във флувиални утайки от горния триас и морски утайки от палеогена. Вторите корелират с нефтоносните и газоносни утаечни скали от дълбокия континентален шелф на Бомбайското шелфово нефтено находище.
4. Свидетелства за генериране на въглеводороди и миграцията им към пробити кладенци, например 0.7 мл бензен в DST-1 в Рейт Банк-1, 10.010 ppm 99,8% n-C4 челен сондажен газ, съвпадащ с неголяма цепнатина в същия сондаж, и 20% петролни изпарения в недълбоко ниво на вулканични скали в Оуен Банк А-1.
5. Кластични резервоари с измерена порьозност до 22% в утайки от ранния и среден юрски период.
6. Запечатващи литологични формации, както локално в син-рифта, така и регионално в след-рифтови сондажи.
7. Разнообразни улавящи формации – наклонени разломни блокове, рифове и пр.
8. Многобройни следи от нагрявания, основните от тях след формирането на улавящите формации.
9. Различни белези на генериране и мигриране на въглеводороди.

Експерименталните и стратиграфски пробни сондажи, от 1970-те до 2008 г. (общо 9), не са успели да открият комерсиални находища на въглеводороди. Изследване от 1995 г. на Ентърпрайз Ойл е открило газ, но не и нефт.

### Финансов сектор
В добавка към бързо растящите туристически сектор и сектор на недвижимите имоти, Сейшелите се стараят да развият и финансовия сектор. 
Популярността на Сейшелите в офшорните кръгове расте непрекъснато – секторът поставя рекорди през последните 4 години. Приемането през 2007 г. на ревизирана версия на Акта за взаимните фондове, на Акт за ценните книжа и на Акт за застраховането цели да катализира превръщането на Сейшелите от обикновена офшорна юрисдикция в пълноценен офшорен финансов център.
Сейшелската служба по международния бизнес (SIBA) регулира бързо растящия офшорен бизнес. Немалко фирми за офшорно инкорпориране са базирани на Сейшелите – например Стърлинг Офшор ЛТД.
Сейшелите са най-малката държава в света, която използва своя собствена валута, необвързана с друга валута.

## Население

### Народности
Сейшелите по начало са били ненаселени, така че населението им се състои от имигриранти и техни потомци. 
Най-големите етнически групи са от френски, африкански, индийски и китайски произход. Повечето жители са от смесен произход, главно европейско-африкански; белите са предимно французи, а черните – източноафриканци.
Въпреки силната връзка с Великобритания (напр. в образованието, което следва британската система, и един от ВУЗ-овете е клон на Манчестърския университет, а също и в правото), журналисти и чужди наблюдатели отбелязват, че „културата си остава сродна с френската“. Около 70% от популацията носи фамилии, които звучат френски; фамилиите на само около 20% звучат английски. Двете често се смесват: много жители имат английско първо име и френска фамилия, или обратно.
Официалните езици са английски, френски и сейшелски креолски.

### Религии
Повечето жители на Сейшелите са християни. Преобладаващата деноминация е римокатолическата (около 90%), следвана от англиканската (около 7%). Срещат се и други религии; една от най-бързо растящите е ислямът.

## Култура
Сейшелското общество е по същество матриархално. Майките обикновено отговарят за дома, контролират повечето разходи и се грижат за интересите на децата. Неомъжените майки са често срещани, и законът задължава бащите да издържат децата си. Мъжете печелят пари за домакинството, но ролята им в семейството е периферна. Възрастните жени обикновено разчитат на финансова издръжка от други членове на семейството, с които живеят заедно, или на децата си. 
Държавата има едно от най-добрите пенсионни осигурявания в Третия свят, не по-лошо от това на много развити държави, и осигурява социална грижа за поставените в неравностойно положение сираци, престарели лица и инвалиди.
Музиката на Сейшелите е разнообразна. Народната музика включва много влияния, напр. английска контраданца, полка и мазурка, френска поп- и фолкмузика, сега от Мавриций и Реюнион, таараб, сукус и други пан-африкански жанрове, и полинезийска, индийска и аркадска музика. Популярни са сложният вид ударна музика, наречен контомбльо и мотия – сливане на местните народни ритми с кенийска бенга, развито от Патрик Виктоар.